# Колосовский, Павел Дмитриевич
Па́вел Дми́триевич Колосо́вский (1834—1902) — русский правовед, специалист по уголовному праву.
В 1856 закончил Московский университет, в 1857 стал магистром уголовного права, в 1858 адъюнктом по кафедре уголовных законов в Киеве, в 1859 был перемещён на службу в канцелярию в Святейший Синод. Впоследствии — директор народных училищ в Тамбовской губернии в чине статского советника.
Опубликовал: «Очерк исторического развития преступлений против жизни и здоровья по русскому праву» (М., 1857 — магистерская диссертация); «Из юридической переписки» («Юридический журнал», 1860 г. № 3: О суде присяжных); «О значении возраста в области уголовного вменения» («Архив» Калачова, 1859, кн., I); «Вменение смертоубийства по Уложению 1649 года» (ibid., 1859, кн. III).